# エドワード・G・ロビンソン
エドワード・G・ロビンソン（Edward G. Robinson, 1893年12月12日 - 1973年1月26日）は、アメリカ合衆国の俳優。ハリウッドで性格俳優として活躍、50年の俳優生活で101本の映画に出演した。

## 略歴
ルーマニア・ブカレストで、ユダヤ系の両親の間に生まれた。
1903年に家族と共にニューヨークへ移住。ニューヨーク市立大学シティカレッジで学んだ後、American Academy of Dramatic Artsで演技を学ぶ。1915年にブロードウェイ・デビューを果たし、舞台俳優として精力的に活動する。また並行して映画にも出ていたが、ほとんどが小さな役であった。
中年近くなった1930年、その後のギャング映画流行のはしりとなったマーヴィン・ルロイのギャング映画『犯罪王リコ』に主演、強烈な印象を残し出世作となる。以後、ハリウッドのギャング映画・フィルム・ノワールには欠かせない存在となった。
短躯にだみ声、ふてぶてしい悪役向けの人相で、ギャング役としての知名度は高かった。もっとも本人は高度なインテリジェンスの持ち主であり、8か国語を操るほどの才能があったという。当たり役のギャングのみならず、正義漢的な役柄や、『俺は善人だ』の小市民的主人公役から『偉人エーリッヒ博士』での特効薬開発に取り組む化学者役まで演技の幅は広く、またシリアスもコメディもこなす多才さで、1930年代から1940年代にかけてハリウッドで縦横に活躍した。
主演作にも著名作品が多いが、ビリー・ワイルダーの『深夜の告白』の敏腕調査員役やジョン・ヒューストンの『キー・ラーゴ』での極悪ギャング役といった助演作での演技も評価が高い。
しかし、1940年代後期以降の赤狩りの時期に、共産主義者と疑われてブラックリストに載せられてしまい、映画から離れざるを得なくなってしまう。私生活では絵画コレクターでもあったが、この時期には、当時の妻との離婚による慰謝料捻出のため、長年収集してきたコレクションを300万ドル余り（当時）で手放している。その間はブロードウェイに出演し、1950年代後半から再び映画に出始めるようになった。
1961年（昭和36年）に来日している。
晩年の出演としては、主演のスティーブ・マックイーンを向こうに張る老ギャンブラーとして堂々たる貫禄を見せた『シンシナティ・キッド』（1965年）が挙げられる。
1973年1月26日、79歳で死去。『ソイレント・グリーン』が遺作となった。現役時代にはその演技力への評価にもかかわらず、アカデミー賞受賞に一度も至らなかったが、死の約2ヶ月後に開催された第45回アカデミー賞で名誉賞が授与され、妻が代理で受け取った。

## 主な出演作品
| 公開年 | 邦題 原題                                        | 役名                                             | 備考                         |
| ------ | ------------------------------------------------ | ------------------------------------------------ | ---------------------------- |
| 1923   | ブライト・ショール The Bright Shawl              | ドミンゴ・エスコバル                             |                              |
| 1929   | 壁の穴 The Hole in the Wall                      | フォックス                                       |                              |
| 1930   | 法の外 Outside the Law                           | コブラ・コリンズ                                 |                              |
| 1931   | 犯罪王リコ Little Caesar                         | リコ                                             |                              |
| 1931   | 夜の大統領 Smart Money                           | ニック                                           |                              |
| 1931   | 特輯社会面 Five Star Final                       | ランダル                                         |                              |
| 1932   | 天晴れウォング The Hatchet Man                   | ウォング                                         |                              |
| 1932   | 二秒間 Two Seconds                               | ジョン・アレン                                   |                              |
| 1932   | 虎鮫 Tiger Shark                                 | マイク                                           |                              |
| 1933   | 笑ふ巨人 The Little Giant                        | バグズ                                           |                              |
| 1935   | 俺は善人だ The Whole Townn's Talking             | アーサー・ファーガソン・ジョーンズ               |                              |
| 1935   | バーバリー・コースト Barbary Coast               | ルイス                                           |                              |
| 1936   | 弾丸か投票か Bullets Or Ballots                  | ジョニー・ブレイク                               |                              |
| 1937   | 倒れるまで Kid Galahad                           | ニッキー                                         |                              |
| 1937   | 最後のギャング The Last Gangster                 | ジョー                                           |                              |
| 1938   | 暗黒王マルコ A Slight Case of Murder             | レミー・マルコ                                   |                              |
| 1938   | 犯罪博士 The Amazing Dr. Clitterhouse            | クリッターハウス博士                             |                              |
| 1939   | 戦慄のスパイ網 Confessions of a Nazi Spy         | エドワード・レナード                             |                              |
| 1940   | 偉人エーリッヒ博士 Dr. Ehrlich's Magic Bullet    | ポール・エーリッヒ博士                           |                              |
| 1940   | 顔役 Brother Orchid                              | ジョニー                                         |                              |
| 1940   | ロイター特派員 A Dispatch from Reuter's          | ポール・ユリウス・ロイター                       |                              |
| 1941   | 海の狼 The Sea Wolf                              | ウルフ・ラーセン                                 |                              |
| 1941   | 大雷雨 Manpower                                  | ハンク・マクヘンリー                             |                              |
| 1942   | 詐欺請負会社 Larceny, Inc.                       | プレッシャー・マックスウェル                     |                              |
| 1942   | 運命の饗宴 Tales of Manhattan                    | ラリー                                           |                              |
| 1943   | 肉体と幻想 Flesh and Fantasy                     | タイラー                                         |                              |
| 1944   | 深夜の告白 Double Indemnity                      | バートン・キーズ                                 |                              |
| 1944   | 飾窓の女 The Woman in the Window                 | リチャード                                       |                              |
| 1945   | 緑のそよ風 Our Vines Have Tender Grapes          |                                                  |                              |
| 1945   | 緋色の街 スカーレット・ストリート Scarlet Street | クリストファー・クロス                           |                              |
| 1946   | ストレンジャー The Stranger                      | ウィルソン                                       |                              |
| 1947   | 赤い家 The Red House                             | ピート・モーガン                                 |                              |
| 1948   | キー・ラーゴ Key Largo                           | ジョニー・ロッコ                                 |                              |
| 1948   | 夜は千の眼を持つ Night Has a Thousand Eyes       | ジョン・トリトン                                 |                              |
| 1949   | 他人の家 House of Strangers                      | ジーノ・モネッティ                               | カンヌ国際映画祭 男優賞 受賞 |
| 1953   | 目撃者は語らず Vice Squad                        | バーニー                                         |                              |
| 1954   | 死刑五分前 Black Tuesday                         | ヴィンセント・カネリ                             |                              |
| 1955   | 欲望の谷 The Violent Men                         | ウィルキンソン                                   |                              |
| 1955   | 消された証人 Tight Spot                          | ロイド・ハレット                                 |                              |
| 1955   | 暗黒の叫び A Bullet for Joey                     | ラウル                                           |                              |
| 1955   | 法に叛く男 Illegal                               | ヴィクター・スコット                             |                              |
| 1955   | 地獄の埠頭 Hell on Frisco Bay                    | ヴィクター・アマト                               |                              |
| 1956   | 十戒 The Ten Commandments                        | デーサン                                         |                              |
| 1956   | 悪夢の殺人者 Nightmare                           | レネ                                             |                              |
| 1959   | 波も涙も暖かい A Hole in the Head                | マリオ・マネッタ                                 |                              |
| 1960   | 賭場荒し Seven Thieves                           | テオ・ウィルキンス                               |                              |
| 1961   | 青い目の蝶々さん My Geisha                       | サム・ルイス                                     |                              |
| 1962   | 明日になれば他人 Two Weeks in Another Town       | モーリス・クルーガー                             |                              |
| 1963   | サミー南へ行く Sammy Going South                 | ウェインライト                                   |                              |
| 1963   | 逆転 The Prize                                   | マックス・ストラトマン／ウォルター・ストラトマン |                              |
| 1964   | ちょっとご主人貸して Good Neighbor Sam           | サイモン                                         |                              |
| 1964   | シャイアン Cheyenne Autumn                       | カール・シュルツ                                 |                              |
| 1964   | 暴行 The Outrage                                 | ペテン師                                         |                              |
| 1965   | シンシナティ・キッド The Cincinnati Kid          | ランシー・ハワード                               |                              |
| 1967   | ブロンドの罠 La blonde de Pékin                  | ダグラス                                         |                              |
| 1967   | 盗みのプロ部隊 Ad ogni costo                     | ジェームス・アンダース教授                       |                              |
| 1967   | 奇想天外・泥棒大作戦 Operazione San Pietro       | ジョー・ベントゥーラ                             |                              |
| 1968   | 大泥棒 The Biggest Bundle of Them All            | サミュエルズ教授                                 |                              |
| 1968   | 怪盗大旋風 Never a Dull Moment                   | レオ・ジョセフ・スムース                         |                              |
| 1969   | マッケンナの黄金 Mackenna's Gold                 | 老アダムス                                       |                              |
| 1970   | ソング・オブ・ノルウェー Song of Norway          |                                                  |                              |
| 1973   | ソイレント・グリーン Soylent Green               | ソル・ロス                                       |                              |

## 参照
1. ↑  Parish, James Robert; Marill, Alvin (1972). The Cinema Of Edward G. Robinson. South Brunswick, New Jersey: A. S. Barnes. p. 16. ISBN 0-498-07875-2
2. ↑  Sabin, Arthur J. In Calmer Times: The Supreme Court and Red Monday, p. 35. Philadelphia: University of Pennsylvania Press, 1999
3. ↑  “Edward G. Robinson” (英語). Oscars.org（ACADEMY AWARDS DATABASE）.   AMPAS. 2025年6月20日閲覧。